# Comasarcophaga
Comasarcophaga är ett släkte av tvåvingar. Comasarcophaga ingår i familjen köttflugor.
Kladogram enligt Catalogue of Life:
| Comasarcophaga | \| \| Comasarcophaga nexilis \| \| \| \| \| \| Comasarcophaga prolepsis \| \| \| \| \| \| Comasarcophaga texana \| \| \| \| |
|                | \| \| Comasarcophaga nexilis \| \| \| \| \| \| Comasarcophaga prolepsis \| \| \| \| \| \| Comasarcophaga texana \| \| \| \| |
|                | Comasarcophaga nexilis |
|                | |
|                | Comasarcophaga prolepsis |
|                | |
|                | Comasarcophaga texana |
|                | |